# 特羅伊茨科-伯朝拉斯克區
62°42′N 56°12′E / 62.700°N 56.200°E

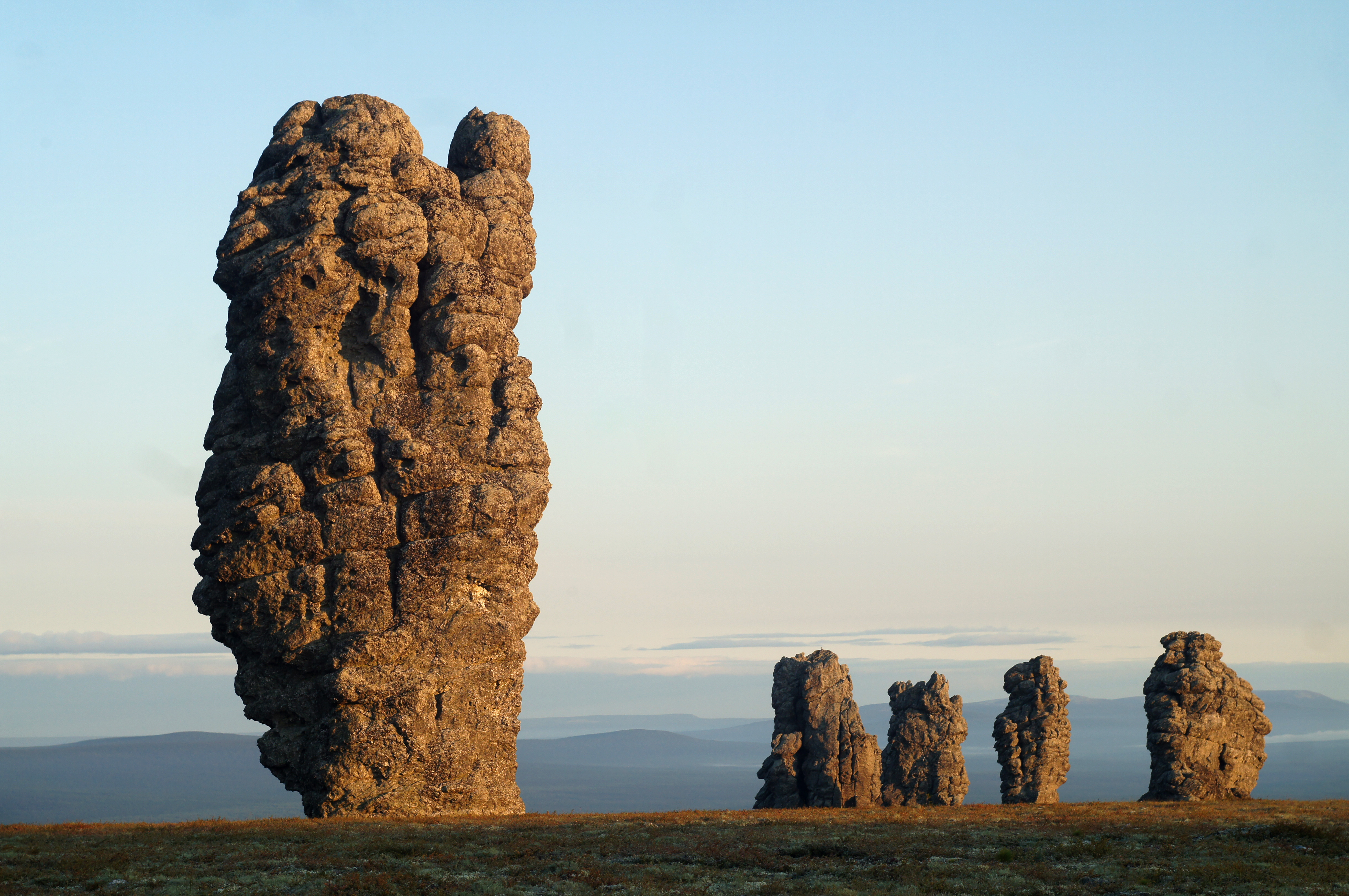

特羅伊茨科-伯朝拉斯克區（俄语：Троицко-Печорский район），是俄羅斯的一個區，位於該國西北部，由科米共和國負責管轄，面積40,700平方公里，2010年人口13,925，人口密度每平方公里0.34人。